# Доганджиево
Доганджиево (на гръцки: Πρόχωμα, Прохома, до 1926 година Δογαντζή, Догандзи) е село в Гърция, дем Илиджиево (Халкидона), област Централна Македония.

## География
Доганджиево е разположено в Солунското поле на левия бряг на Вардар на 8 километра източно от демовия център Куфалово (Куфалия) и на 35 километра северозападно от Солун по стария национален път за Северна Македония.

## История

### В Османската империя
В края на XIX век Доганджиево е предимно турско село в Солунска каза на Османската империя. В 1900 година според Васил Кънчов („Македония. Етнография и статистика“) в Доганджиево живеят 28 българи християни, 200 турци и 84 цигани.
Цялото християнско население на селото е под върховенството на Българската екзархия. По данни на секретаря на екзархията Димитър Мишев („La Macédoine et sa Population Chrétienne“) в 1905 година в Дуганджиево (Dougandjievo) има 88 жители българи екзархисти.
Според сайта на дем Илиджиево в селото преди 1912 година живеят 200 турци мюсюлмани и 50 българи екзархисти.

### В Гърция
През Балканската война в 1912 година селото е окупирано от гръцки части и остава в Гърция след Междусъюзническата война. Боривое Милоевич пише в 1921 година („Южна Македония“), че Доанджи (Доанџи) има 40 къщи турци.
Българското и турското му население се изселва и на негово място са настанени гърци бежанци. В 1926 година името на селото е сменено на Прохома, в превод насип. В 1928 година Доганджиево е представено като бежанско село със 165 бежански семейства и 592 жители бежанци. Бежанците са предимно понтийски гърци от Везинкьой, Санда, Котиора, Моламстафа и Ептакоми, но също така и от Пашкьой в Кавказ и 40 семейства от Субатан в Карс.
Преброявания
- 1935 – 952 души
- 1940 – 952 души
- 1951 – 938 души
- 1961 – 1013 души
- 1971 – 733 души
- 1981 – 980 души
- 1991 – 1002 души
- 2011 – 1217 души[2]

Църквата в Доганджиево е „Въздвижение на Светия кръст“.